# Grallaria gravesi
Grallaria gravesi (лат.) — вид воробьиных птиц из семейства гралляриевых (Grallariidae). Видовое название «gravesi» дано в честь американского орнитолога Гэри Р. Грейвса, имеющего отношение к исследованию новых видов гралляриевых Южной Америки.

## Таксономия
Эти птицы относятся к комплексу видов Grallaria rufula, в котором учёные на основании филогенетических исследований и изучения различий в вокализации выделили ряд новых для науки видов. При этом голотип Grallaria gravesi хранится в зоологическом музее Университета штата Луизиана с 1981 года.

## Распространение
Эндемики Анд. Обитают в северной части Перу.